# Монтемайор
Монтемайор (на испански: Montemayor) е населено място и община в Испания. Намира се в провинция Кордоба, в състава на автономната област Андалусия. Общината влиза в състава на района (комарка) Кампиния Сур. Заема площ от 58 km². Населението му е 4114 души (по преброяване от 2010 г.). Разстоянието до административния център на провинцията е 32 km.

## Демография
| 1996 | 1998 | 1999 | 2000 | 2001 | 2002 | 2003 | 2004 | 2005 | 2006 |
| ---- | ---- | ---- | ---- | ---- | ---- | ---- | ---- | ---- | ---- |
| 3801 | 3809 | 3825 | 3813 | 3824 | 3839 | 3826 | 3894 | 3890 | 3936 |